# Ezcaray
Ezcaray est une commune de la communauté autonome de La Rioja, en Espagne.

## Démographie
| 1900  | 1910  | 1920  | 1930  | 1940  | 1950  | 1960  | 1970  | 1981  |
| ----- | ----- | ----- | ----- | ----- | ----- | ----- | ----- | ----- |
| 2 070 | 2 284 | 2 268 | 2 404 | 2 322 | 2 422 | 2 562 | 2 036 | 1 717 |

| 1991  | 2001  | 2011  | - | - | - | - | - | - |
| ----- | ----- | ----- | - | - | - | - | - | - |
| 1 749 | 1 912 | 2 049 | - | - | - | - | - | - |

## Administration

### Conseil municipal
La ville de Ezcaray comptait 2 024 habitants aux élections municipales du 26 mai 2019. Son conseil municipal (en espagnol : Pleno del Ayuntamiento) se compose donc de 11 élus.
| Parti | Parti                                    | Voix |         | Élus   |
| ----- | ---------------------------------------- | ---- | ------- | ------ |
|       | Parti populaire (PP)                     | 612  | 51,21 % | 6 / 11 |
|       | Parti socialiste ouvrier espagnol (PSOE) | 561  | 46,95 % | 5 / 11 |
|       | Partido Riojano (PR+)                    | 22   | 1,84 %  | 0 / 11 |

### Liste des maires
| Mandat    | Maire | Maire                        | Parti |
| --------- | ----- | ---------------------------- | ----- |
| 1979-1983 |       | José Antonio Cornejo Vitoria | PSOE  |
| 1983-1987 |       | ?                            | AP    |
| 1987-1991 |       | Manuel Ángel Vilches Martín  | PSOE  |
| 1991-1995 |       | Rodolfo Valgañón Mateo       | PR    |
| 1995-1999 |       | Fernando Sanz Úbeda          | PP    |
| 1999-2003 |       | Fernando Sanz Úbeda          | PP    |
| 2003-2007 |       | Jesús Garrido Arrea          | PSOE  |
| 2003-2007 |       | Juan Carlos Sáez Gómez       | PP    |
| 2007-2011 |       | Jesús Garrido Arrea          | PSOE  |
| 2011-2015 |       | Diego Bengoa de la Cruz      | PP    |
| 2015-2019 |       | Diego Bengoa de la Cruz      | PP    |
| 2019-2023 |       | Gonzalo Abajo Monge          | PSOE  |

## Personnalités liées à la commune
- Andrés de la Calleja (1705-1785), peintre, né dans le village de Urdanta.
- Jaime Nava de Olano (1983-), joueur de rugby à XV. A notamment joué en France pour le CA Saint-Étienne, l'US Bresanne, le CA Périgueux et le Stade dijonnais